# Fragments of Death
Fragments of Death è l'ottavo album studio del gruppo musicale symphonic black metal austriaco Graveworm.

## Tracce
1. Insomnia – 4:55
2. Only Death in Our Wake – 4:00
3. Absence of Faith – 3:55
4. Living Nightmare – 4:13
5. The World Will Die in Flames – 4:34
6. Anxiety – 4:33
7. See No Future – 5:02
8. The Prophecy – 3:10
9. Remembrance – 3:24
10. Old Forgotten Song – 4:41
11. Where Angels Do Not Fly – 3:52
12. Awake (nuova registrazione) – 6:11

## Formazione
- Stefan Fiori - voce
- Sabine Meir - tastiere
- Maschtl Innerbichler - batteria
- Harry Klenk - basso
- Eric Righi - chitarra
- Thomas (Stirz) Orgler - chitarra